# Acanthodactylus spinicauda
Acanthodactylus spinicauda är en ödleart som beskrevs av  François Doumergue 1901. Acanthodactylus spinicauda ingår i släktet fransfingerödlor, och familjen lacertider. IUCN kategoriserar arten globalt som akut hotad. Inga underarter finns listade i Catalogue of Life.